# Il ponte delle spie
Il ponte delle spie (Bridge of Spies) è un film del 2015 diretto da Steven Spielberg.
Ambientato durante gli anni della guerra fredda, narra la vicenda reale dell'arresto e del processo con conseguente condanna della spia sovietica Rudol'f Abel', per poi narrare la trattativa e lo scambio di Abel con Francis Gary Powers, pilota di un aereo-spia Lockheed U-2 che era stato abbattuto, catturato e condannato dai sovietici. Lo scambio fu organizzato dall'avvocato James B. Donovan ed ebbe luogo sul ponte di Glienicke, per questo poi denominato "ponte delle spie". Durante l'88ª edizione dei premi Oscar è stato candidato a sei premi, vincendo una statuetta per il miglior attore non protagonista, assegnata a Mark Rylance.

## Trama
Negli Stati Uniti dell'epoca della guerra fredda, James Donovan è un affermato avvocato di Brooklyn specializzato nel ramo assicurativo, con un'esperienza nel collegio giudicante del processo di Norimberga. Ad un certo punto il governo statunitense cattura la spia sovietica Rudol'f Abel', la cui difesa viene affidata allo studio legale per cui Donovan lavora, in particolare a Donovan stesso. Anche se l'intenzione di chi lo ha incaricato è quella di dimostrare come gli Stati Uniti garantiscano a qualsiasi imputato un processo egualitario, Donovan, una volta assunto l'impopolare incarico, nonostante le iniziali ritrosie, subisce le pressioni della moglie, del suo principale e del giudice affinché non eserciti una difesa troppo accalorata dell'imputato, trattandosi di un sovietico e considerando che ci si trova in un periodo di piena guerra ideologica tra Stati Uniti ed Unione Sovietica, con la grande paura collettiva di una guerra atomica.
L'avvocato, dopo un'iniziale freddezza nel rapporto con il cliente a causa del suo atteggiamento schivo e riservato, riesce ad instaurare un buon rapporto con lui e decide di esercitare il suo incarico difensivo nel modo migliore. Pur di fronte ad un parere di piena colpevolezza da parte della giuria, riesce ad evitare la pena di morte per il suo assistito, sostenendo davanti al giudice che una spia sovietica, da viva, possa ancora essere utile alla causa nazionale in quanto potrebbe essere protagonista di un futuro scambio con un'eventuale spia americana catturata nell'URSS. Il verdetto di condanna di Abel' alla sola reclusione a 30 anni solleva grandi polemiche, ma Donovan, ugualmente insoddisfatto, si appella alla Corte Suprema, ritenendo che il suo cliente non abbia avuto un giusto processo. L'avvocato finisce nell'occhio del ciclone e diviene oggetto di intimidazioni assieme alla sua famiglia.
Il ricorso non ha esito positivo ma, esattamente come Donovan aveva prefigurato, qualche anno dopo per lui e per la spia sovietica si apre un'altra possibilità. Una lettera dalla Germania dell'Est ad Abel' rappresenta infatti un primo approccio per un negoziato, che la CIA decide di affidare direttamente a Donovan. I sovietici hanno infatti catturato l'aviatore statunitense Francis Gary Powers, abbattuto al suo primo volo nei cieli sovietici ai comandi di un aereo spia U-2, e si dichiarano disposti a scambiarlo con Abel'.
Nel massimo riserbo Donovan si reca a Berlino e lì orchestra lo scambio, che ha luogo sul discreto e appartato ponte di Glienicke, in seguito soprannominato "Ponte delle Spie". Donovan si muove in un contesto molto difficile, in cui l'apparente semplicità dello scambio si scontra con la volontà della controparte sovietica di ottenere il massimo dalla situazione. Nonostante l'incarico di Donovan contempli il solo scambio tra Abel' e Powers, l'avvocato prende a cuore anche il caso dello studente  di economia statunitense Frederic Pryor, che era stato catturato con pretestuose accuse di spionaggio ed era detenuto presso la Volkspolizei, la polizia della Germania orientale, la quale cerca di ottenere attraverso le trattative per la sua liberazione un riconoscimento formale da parte degli USA.
Donovan, giocando una delicata "partita a poker" diplomatica, riesce ad ottenere anche la liberazione di Pryor dalle autorità berlinesi della Repubblica Democratica Tedesca, presso il Checkpoint Charlie del muro di Berlino. Nel momento decisivo, quando deve avvenire lo scambio tra Abel' e Power, la liberazione dello studente, che doveva essere contestuale, viene strumentalmente ritardata; a quel punto Abel', visibilmente grato a Donovan per il suo lavoro, salva la situazione ritardando a sua volta di pochi, decisivi istanti la propria liberazione.
A successo ottenuto, una volta tornato in patria, Donovan si vede riconosciuto pubblicamente il merito di aver permesso la liberazione del pilota americano ostaggio dei sovietici, venendo quindi pienamente riabilitato di fronte all'opinione pubblica.

## Produzione

### Sviluppo
Il ponte delle spie è una coproduzione tra Germania e Stati Uniti basata sulla sceneggiatura scritta dai fratelli Coen e da Matt Charman. Lo Studio Babelsberg co-produsse e supervisionò il servizio di produzione per il film. James Donovan aveva scritto nel 1964 un resoconto dell'incidente con il titolo Strangers on a Bridge: The Case of Colonel Abel and Francis Gary Powers. Il background storico relativo all'abbattimento dell'U-2 e la storia dell'ex capo della CIA di Berlino Ovest William King Harvey e dell'"Operazione Gold" proveniva invece dal recente Berlin: Portrait of a City Through the Centuries di Rory MacLean (2014). L'agente dei servizi segreti sovietici Rudoľf Abeľ, vissuto sotto copertura a Brooklyn Heights, venne arrestato per furto di documenti e spionaggio internazionale. La sua cattura e storia furono discusse da Truman Capote, altro residente del quartiere all'epoca, nel suo libro Una casa a Brooklyn Heights.
Matt Charman si interessò alla storia di Donovan dopo aver letto una nota a piè di pagina su di lui nel libro An Unfinished Life: John F. Kennedy, 1917–1963. Dopo essersi incontrato con il figlio di Donovan a New York City, Charman propose la sua storia a diversi studios prima di accordarsi con la DreamWorks. Steven Spielberg si disse interessato a dirigere in prima persona il film. Marc Platt e Kristie Macosko Krieger si aggiunsero a Spielberg in qualità di produttori della pellicola. Joel ed Ethan Coen rielaborarono il copione originale di Charman.
Nel maggio 2014, fu annunciato che Tom Hanks avrebbe interpretato il ruolo di James Donovan, mentre Mark Rylance sarebbe stato Abel. Altri membri del cast annunciati furono Amy Ryan, Alan Alda, Billy Magnussen, e Eve Hewson. La Participant Media co-produsse il film. Francis Gary Powers Jr., figlio del pilota, venne contattato come consulente tecnico ed ebbe un cameo nel film.
Nel giugno 2014, la Fox 2000 Pictures accettò di finanziare il film insieme alla DreamWorks e alla Participant Media, mentre i diritti di distribuzione furono divisi tra Disney e Fox. Il titolo provvisorio di lavorazione del film fu St. James Place. Inoltre, il film ricevette anche un finanziamento di 3.7 milioni di euro dalla German Federal Film Fund (DFFF).

### Riprese
Le riprese ebbero inizio l'8 settembre 2014 a Brooklyn, New York. Il 14 settembre le riprese si spostarono a DUMBO, un sobborgo di Brooklyn, dove Anchorage Street fu riportata a come appariva negli anni sessanta. Il giorno dopo, la location fu Astoria, tra Astoria Park e Ditmars Boulevard. Furono girate scene sulla 18ª Strada e sulla 26ª Avenue a Astoria, dove Spielberg fece trasformare il "5 Corners Deli" in una drogheria degli anni cinquanta. Il 26 settembre le riprese ebbero luogo sulla 44ª Strada a Manhattan. Il 27, Hanks fu portato a girare delle scene a Wall Street. Il 28 settembre fu la volta di alcune scene a Henry Street e Love Lane a Brooklyn Heights. Il 29 si girò a Hicks Street e Pineapple Street, dove un negozio, il "Perfect Paws", fu trasformato in un negozio di vestiti degli anni sessanta chiamato "Brooklyn Pearl". Il 6 ottobre, Hanks e la troupe tornarono nella stessa location a Hicks Street.
Ai primi di ottobre, iniziò la produzione presso il Babelsberg Studio di Berlino e Potsdam, Germania, che durò fino alla fine di novembre. Le riprese a Berlino iniziarono presso l'ex Tempelhof Airport in ottobre. La scena dello scambio dei prigionieri venne girata sul ponte di Glienicke (il così chiamato "Ponte delle spie"), dove il vero scambio era effettivamente avvenuto nel 1962. Il ponte fu appositamente chiuso al traffico nell'ultimo week-end di novembre per permettere le riprese. Angela Merkel visitò il set per assistere alle riprese di alcune scene. Le riprese terminarono ufficialmente il 4 dicembre al Berlin Tempelhof. Ulteriori riprese si svolsero a Breslavia, in Polonia, nella seconda metà di novembre. A metà dicembre, furono girate scene presso la Beale Air Force Base, situata vicino Marysville, in California.

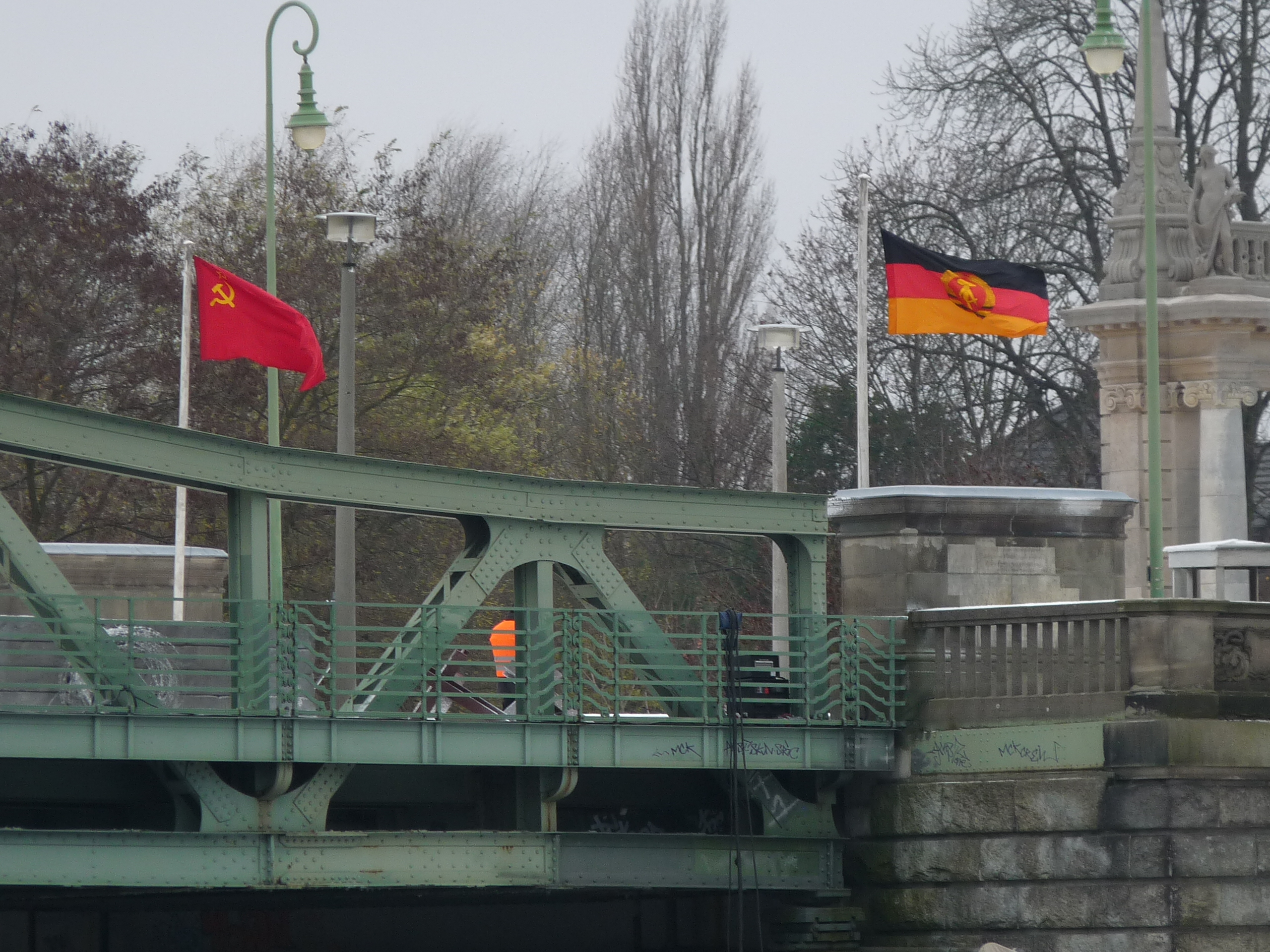
Il ponte di Glienicke a Potsdam/Berlino durante le riprese
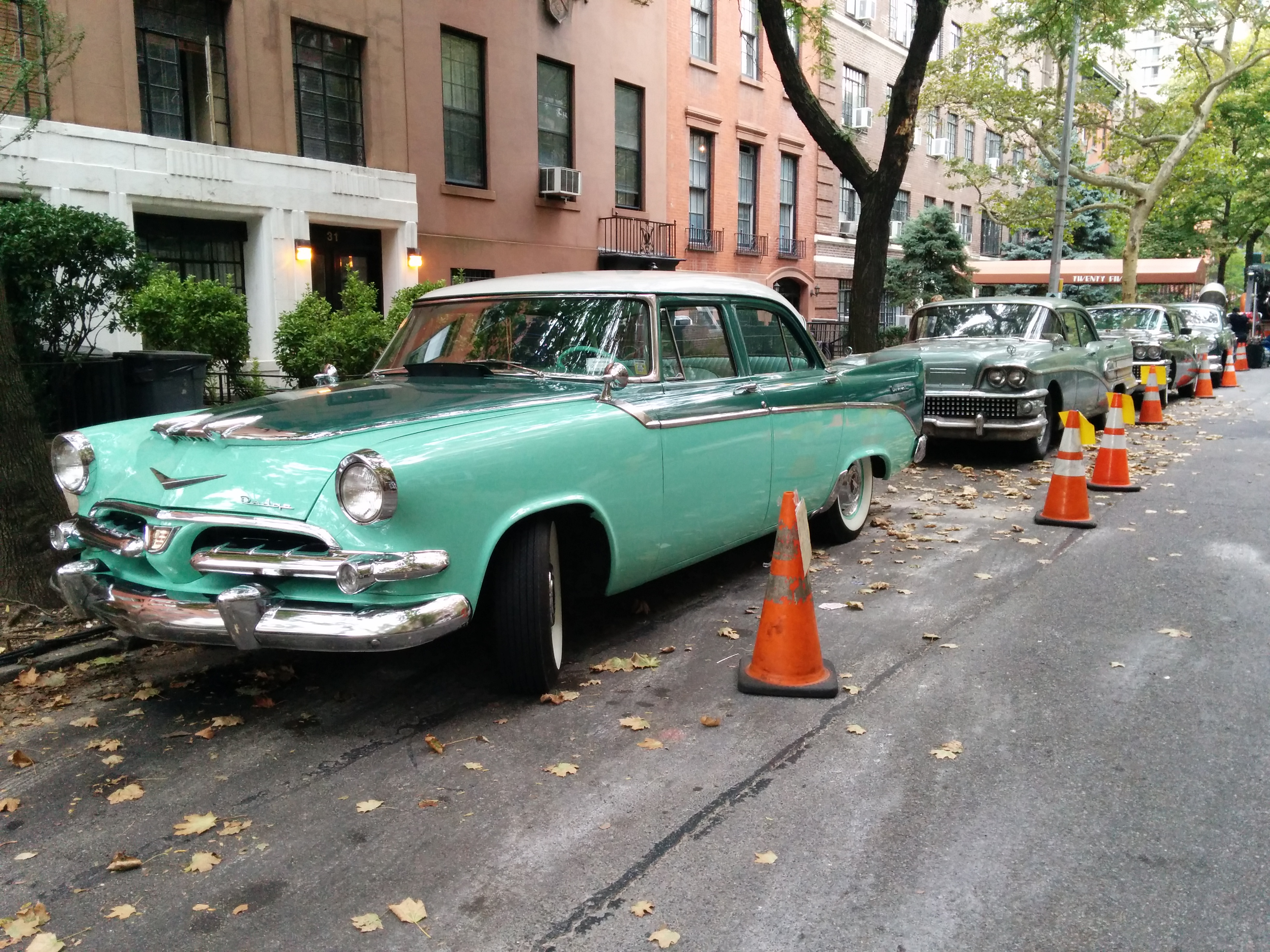
Auto d'epoca su Monroe Place a Brooklyn Heights durante le riprese
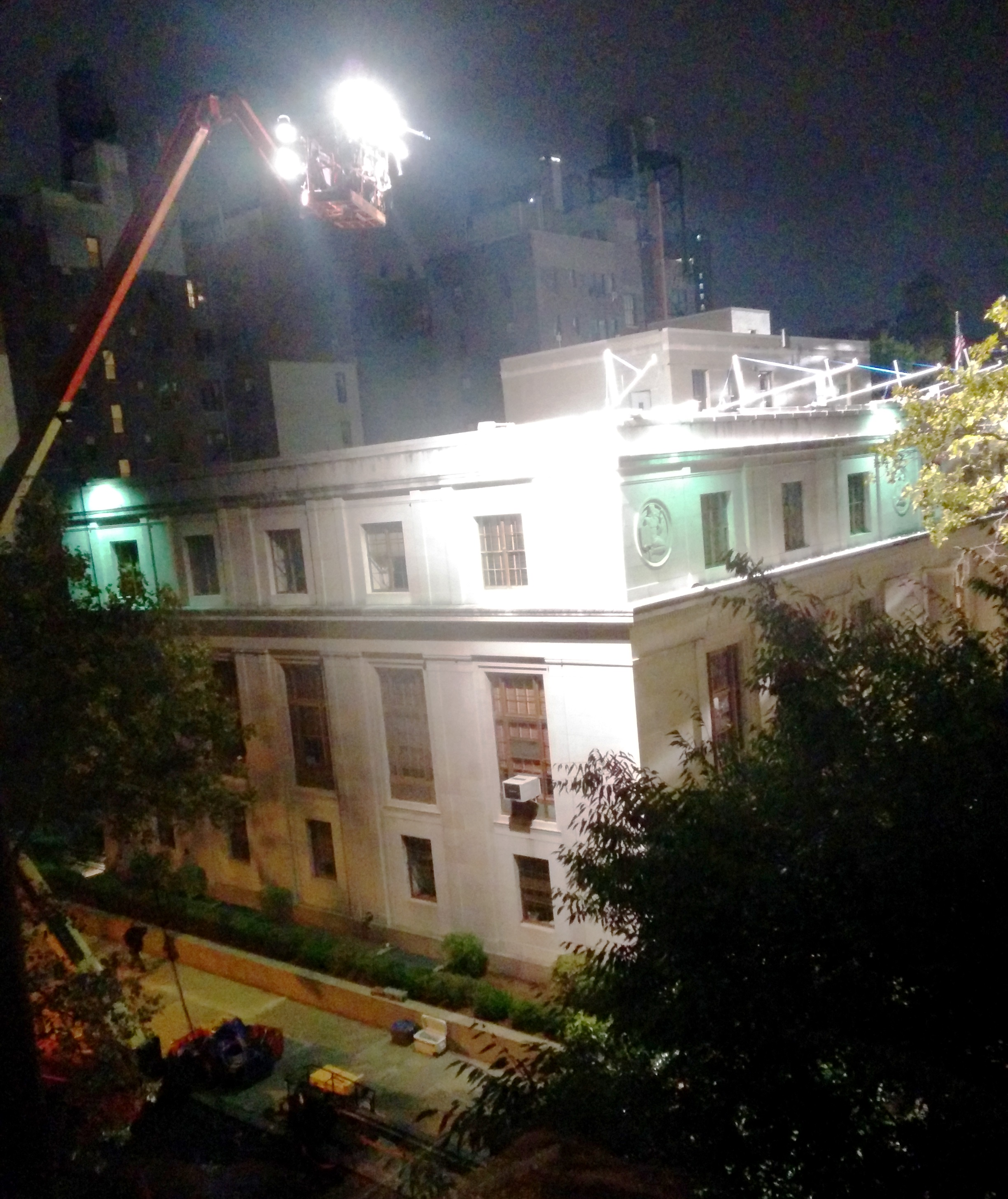
Alcune riprese a Brooklyn Heights

Il budget del film è stato di 40 milioni di dollari.

## Colonna sonora
Inizialmente John Williams doveva comporre la colonna sonora del film, ma nel marzo 2015 viene annunciato che Thomas Newman avrebbe sostituito Williams a causa di un problema di salute di quest'ultimo, che gli avrebbe impedito di lavorare alla colonna sonora nei tempi programmati.

## Promozione
Il primo trailer del film viene diffuso il 5 giugno 2015.

## Distribuzione
Il film è stato presentato al New York Film Festival il 4 ottobre 2015.
La pellicola è stata distribuita nelle sale cinematografiche statunitensi a partire dal 16 ottobre 2015, mentre in quelle italiane dal 16 dicembre dello stesso anno. Come il film Lincoln, anche questo film è stato distribuito negli Stati Uniti dalla Touchstone Pictures e in Italia dalla 20th Century Fox.

## Accoglienza

### Incassi
Il film ha incassato 72,3 milioni di dollari nel Nord America e 93,1 nel resto del mondo, per un totale di 165,4 milioni di dollari.

### Critica
Sull'aggregatore Rotten Tomatoes ha una percentuale di gradimento del 91% basato su 315 recensioni, con un voto medio di 7,7 su 10. Su Metacritic ottiene un punteggio di 81 su 100 basato su 48 recensioni.

## Riconoscimenti
- 2016 - Premio Oscar[43][44]
  - Miglior attore non protagonista a Mark Rylance
  - Candidatura per il miglior film
  - Candidatura per la migliore sceneggiatura originale a Matt Charman, Joel ed Ethan Coen
  - Candidatura per la migliore scenografia ad Adam Stockhausen
  - Candidatura per la migliore colonna sonora a Thomas Newman
  - Candidatura per il miglior sonoro a Andy Nelson, Gary Rydstrom e Drew Kunin
- 2016 - British Academy Film Awards[45]
  - Miglior attore non protagonista a Mark Rylance
  - Candidatura per il miglior film
  - Candidatura per il miglior regista a Steven Spielberg
  - Candidatura per la miglior sceneggiatura originale a Matt Charman, Joel ed Ethan Coen
  - Candidatura per la migliore fotografia a Janusz Kaminski
  - Candidatura per il miglior montaggio a Michael Kahn
  - Candidatura per la migliore scenografia a Adam Stockhausen
  - Candidatura per il miglior sonoro
  - Candidatura per la migliore colonna sonora a Thomas Newman
- 2016 - Golden Globe[46]
  - Candidatura per il miglior attore non protagonista a Mark Rylance
- 2015 - National Board of Review Awards[47]
  - Migliori dieci film dell'anno
- 2015 - American Film Institute[48]
  - Migliori dieci film dell'anno
- 2016 - Screen Actors Guild Awards[49]
  - Candidatura per il miglior attore non protagonista a Mark Rylance
- 2016 - David di Donatello[50][51]
  - Miglior film straniero
- 2016 - Satellite Awards[52][53]
  - Miglior scenografia a Adam Stockhausen
  - Candidatura per il miglior film
  - Candidatura per la miglior regista a Steven Spielberg
  - Candidatura per la miglior sceneggiatura originale a Matt Charman, Joel ed Ethan Coen
  - Candidatura per il miglior montaggio a Michael Kahn
- 2015 - Hollywood Film Awards[54]
  - Miglior fotografia a Janusz Kaminski
  - Miglior sonoro a Gary Rydstrom
- 2015 - Critics' Choice Movie Award[55]
  - Candidatura per il miglior film
  - Candidatura per il miglior attore non protagonista a Mark Rylance
  - Candidatura per il miglior regista a Steven Spielberg
  - Candidatura per la miglior sceneggiatura originale a Matt Charman, Joel ed Ethan Coen
  - Candidatura per la miglior scenografia a Adam Stockhausen e Rena DeAngelo
- 2015 - Los Angeles Film Critics Association[56]
  - Candidatura per il miglior attore non protagonista a Mark Rylance
- 2015 - New York Film Critics Online Awards[56]
  - Miglior attore non protagonista a Mark Rylance
  - Migliori dieci film dell'anno
- 2015 - New York Film Critics Circle Awards
  - Miglior attore non protagonista a Mark Rylance
- 2015 - Boston Society of Film Critics[57]
  - Miglior attore non protagonista a Mark Rylance
- 2015 - Boston Film Critics Online Awards[58]
  - Settimo miglior film dell'anno
- 2015 - Washington D.C. Area Film Critics Association Awards[59]
  - Candidatura per il miglior attore non protagonista a Mark Rylance
  - Candidatura per la miglior sceneggiatura non originale a Matt Charman, Joel ed Ethan Coen
- 2015 - San Francisco Film Critics Circle[60]
  - Candidatura per il miglior attore non protagonista a Mark Rylance
  - Candidatura per la miglior scenografia a Adam Stockhausen, Rena DeAngelo e Bernard Henrich
- 2015 - Phoenix Critics Circle Awards[61]
  - Candidatura per il miglior film thriller
  - Candidatura per il miglior attore non protagonista a Mark Rylance
  - Candidatura per la miglior sceneggiatura a Matt Charman, Joel ed Ethan Coen
  - Candidatura per la miglior colonna sonora a Thomas Newman
- 2015 - Southeastern Film Critics Association Awards[62]
  - Migliori dieci film dell'anno
  - Candidatura per il miglior attore non protagonista a Mark Rylance
- 2015 - Chicago Film Critics Association[63]
  - Candidatura per il miglior attore non protagonista a Mark Rylance
  - Candidatura per la miglior sceneggiatura originale a Matt Charman, Joel ed Ethan Coen
- 2015 - Online Film Critics Society[64]
  - Candidatura per il miglior attore non protagonista a Mark Rylance
- 2016 - Golden Reel Awards[65]
  - Migliori dialoghi

## Inesattezze storiche
Il ponte delle spie si basa su fatti realmente accaduti. Il film, tuttavia, in alcuni punti si discosta dai fatti storici, sebbene la critica abbia lodato la pellicola e considerato che tali concessioni possano considerarsi ammissibili. Un esempio di "licenza poetica" riguarda il muro di Berlino. Donovan non vide mai uccidere persone che cercavano di scavalcare il muro; la scena è molto simile al caso che coinvolse realmente Peter Fechter, ma che avvenne l'estate successiva allo scambio Powers/Abel sul Ponte di Glienicke.
Frederic Pryor dichiarò nel corso di un'intervista come vari dettagli nel film circa il suo personaggio fossero errati. Egli non attraversò mai il muro di Berlino durante la sua costruzione, perché all'epoca si trovava in vacanza in Danimarca. Venne imprigionato al suo ritorno, quando si recò a Berlino Est per andare a trovare la sorella di un amico. Inoltre Pryor disse anche che il personaggio di Wolfgang Vogel nel film non era stato rappresentato in maniera accurata.